# Tomiyamichthys latruncularius
Tomiyamichthys latruncularius es una especie de peces de la familia de los Gobiidae en el orden de los Perciformes.

## Morfología
Los machos pueden llegar a alcanzar los 10 cm de longitud total.

## Hábitat
Es un pez de Mar y, de clima tropical y asociado a los  arrecifes de coral que vive entre 2-37 m de profundidad.

## Distribución geográfica
Se encuentra en el Mar Rojo y  las Maldivas. 

## Observaciones
Es inofensivo para los humanos. 